# Китайський кордон
Китайський кордон (англ. China Bound) — американська кінокомедія режисера Чарльза Райснера 1929 року.

## У ролях
- Карл Дейн — Шаркі Нью
- Джордж К. Артур — Юстіс
- Жозефін Данн — Джоан
- Поллі Моран — Сара
- Карл Стокдейл — МакАллістер
- Гаррі Вудс — офіцер